# 10663 Schwarzwald
A 10663 Schwarzwald (ideiglenes jelöléssel 4283 T-2) a Naprendszer kisbolygóövében található aszteroida. Cornelis Johannes van Houten,  Ingrid van Houten-Groeneveld és Tom Gehrels fedezte fel 1973. szeptember 29-én.